# Gofio

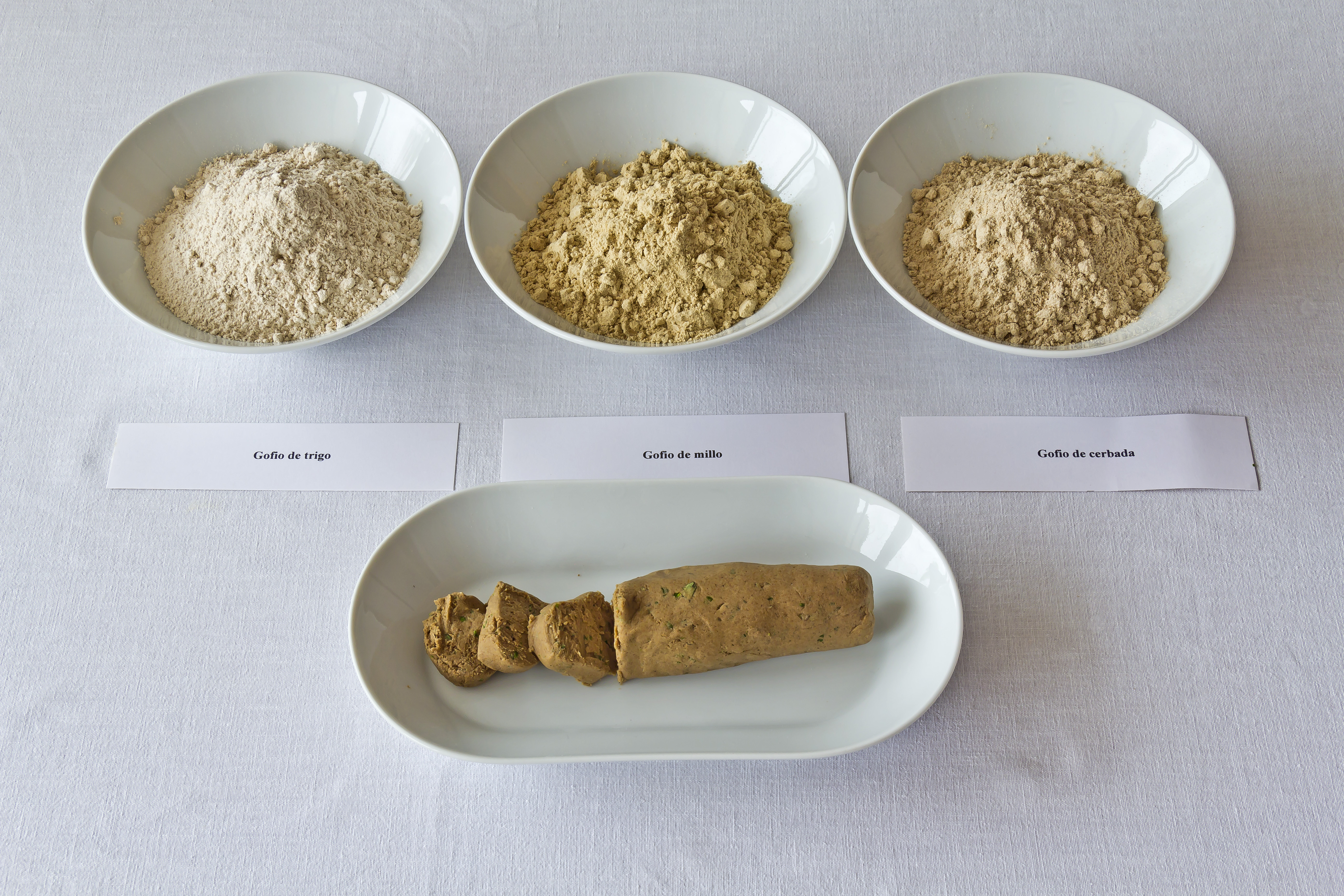
Gofio z pšenice (miska nalevo), prosa (miska uprostřed), ječmene (miska napravo) a pella z gofia (podlouhlá miska v popředí)

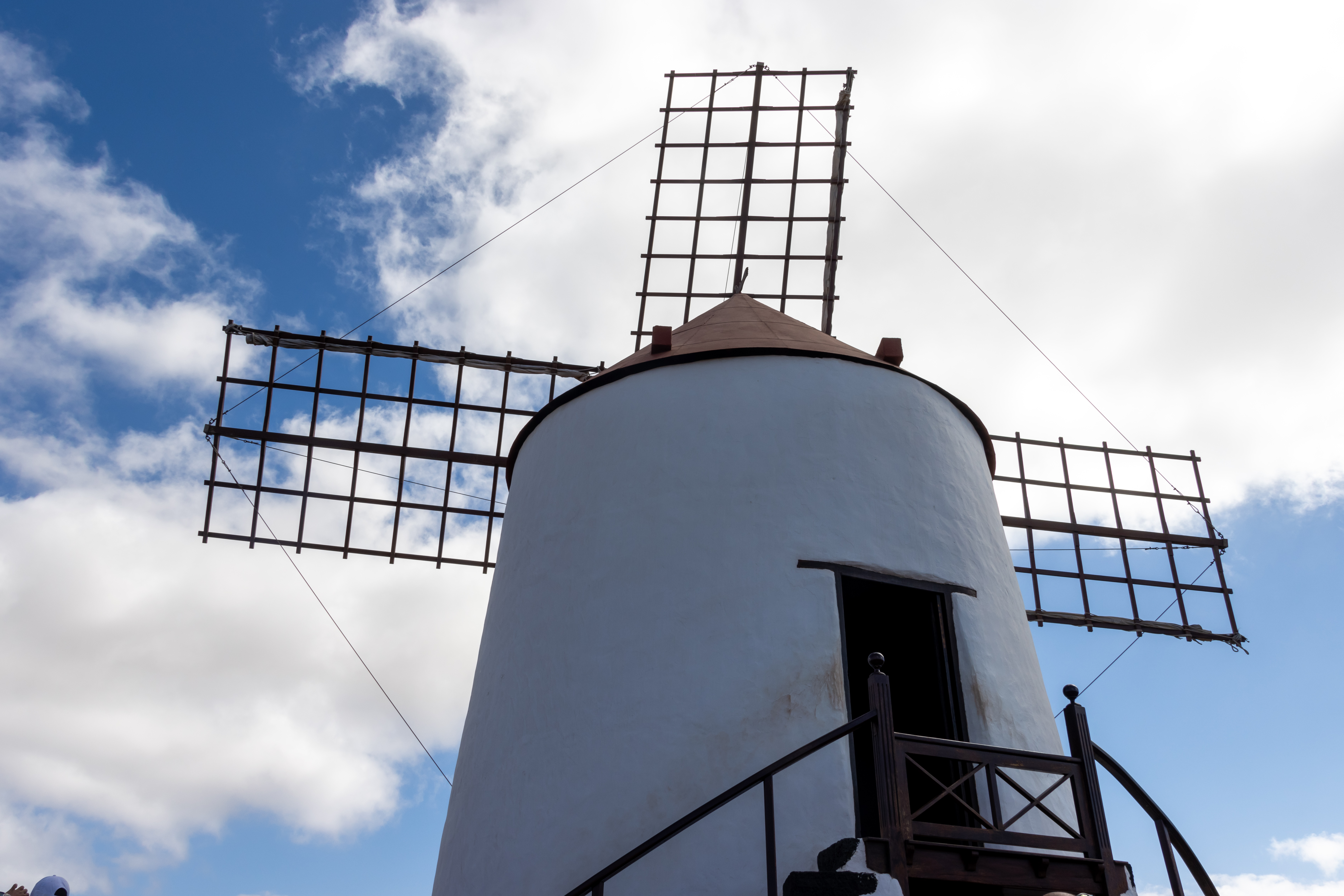
Větrný mlýn v areálu kaktusové zahrady na Lanzarote, dříve využívaný na mletí gofia

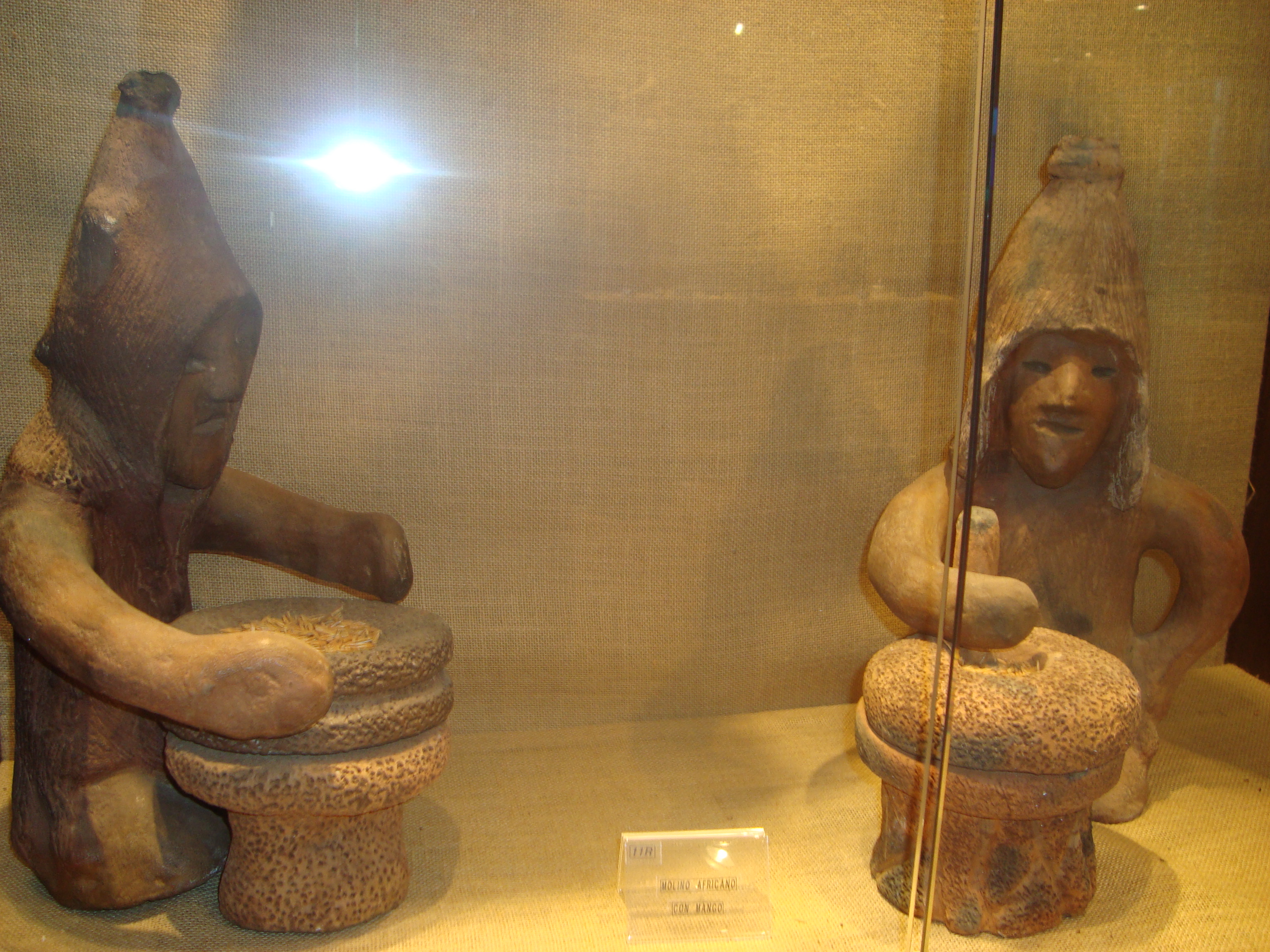
Sošky Majů (domorodých obyvatel ostrova Lanzarote) připravujících gofio tradičním způsobem

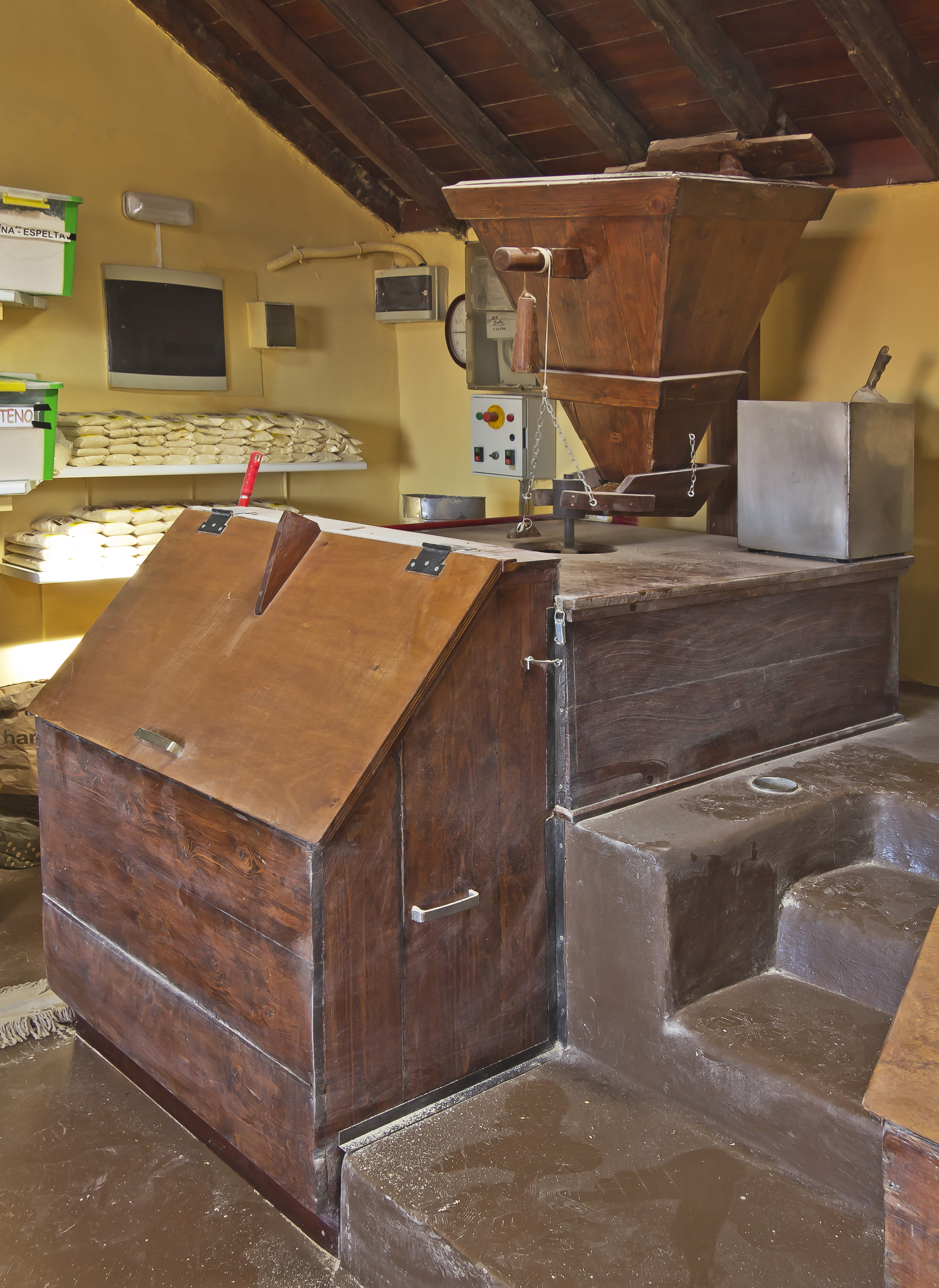
Stroj v moderním mlýně na výrobu gofia (La Orotava, Tenerife)

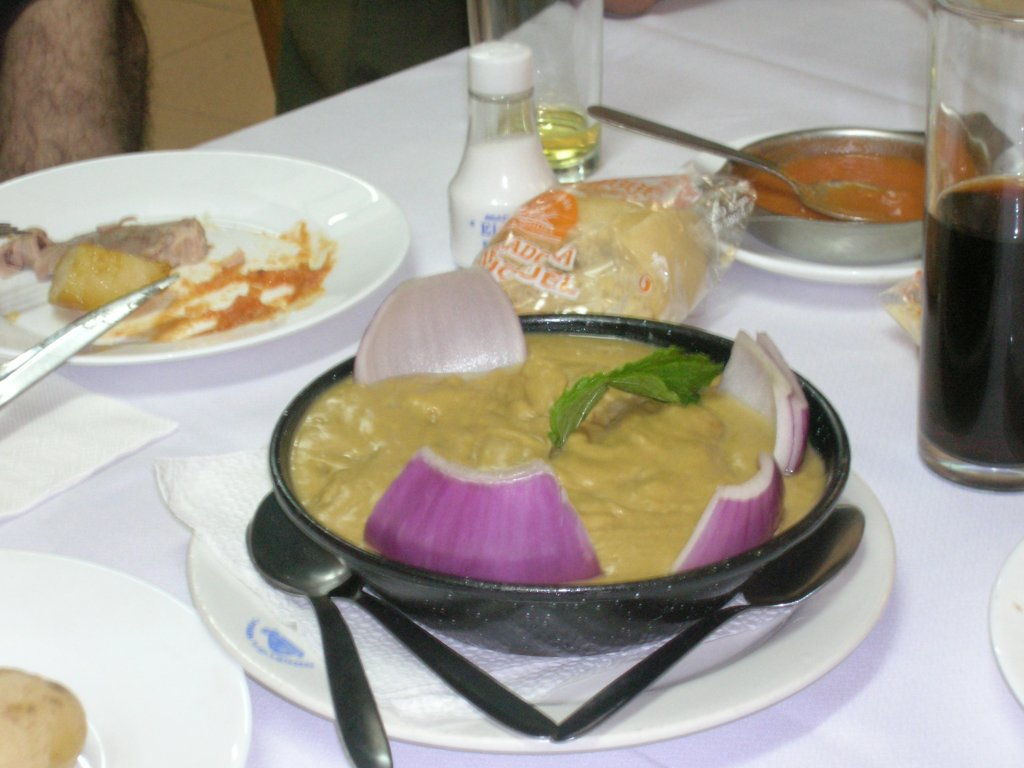
Gofio escaldado, kaše z gofia a vývaru

Gofio je jemný prášek z opražených rozemletých zrn (nejčastěji z pšenice nebo kukuřice, ale i z prosa, semoliny nebo ječmene), který je jednou ze základních ingrediencí kuchyně Kanárských ostrovů, kde má celou řadu využití. Gofio se dá konzumovat ve formě malých válečků z těsta, jejichž základem je kromě gofia také voda a sůl, této formě se říká „pella“. Pella existuje i ve sladké verzi, ve které se místo soli používá cukr a často se přidává i med, ořechy nebo sušené ovoce. Dále se z gofia vyrábějí kaše, zmrzlina nebo mousse, případně se používá k zahuštění polévek a omáček, nebo namísto mouky při výrobě pečiva. Běžná je i konzumace gofia s mlékem nebo jogurtem.
Gofio bývá ceněno pro svou výživnost i vysoký obsah minerálů a bývá proto někdy označováno jako „superpotravina“.
V roce 2014 kanárské gofio získalo od Evropské unie označení chráněné označení původu.

## Historie
Gofio vyráběli již původní obyvatelé Kanárských ostrovů (Guančové), kteří na ostrovech žili před příchodem Španělů. Jako základ gofia nejčastěji používali ječmen, semolinu, čočku, nebo i kořínky kapradin. I poté, co ostrovy získalo Španělsko a původní obyvatelstvo bylo asimilováno se výroba gofia na ostrovech zachovala. Samotné slovo gofio je guančského původu a používali ho původní obyvatelé ostrovů Lanzarote a Gran Canaria (původní obyvatelé Tenerife pak používali slovo ahoren). Původní obyvatelé gofio nejčastěji konzumovali ve formě pelly, přičemž na její výrobu využívali kožené vaky, ve kterých výslednou hmotu i přechovávali.
Španělé na Kanárské ostrovy přivezly plodiny dříve zde neznámé (proso, kukuřici), které se začaly nově používat na výrobu gofia, a začali stavět větrné mlýny, ve kterých se gofio dalo vyrábět snáze, než za pomoci kamenných ručních mlýnic (ve 20. století pak větrné mlýny nahradily mlýny elektrické). Gofio bylo na Kanárských ostrovech velmi důležitou komoditou především v době nouze a hrozícího hladomoru (například během občanské války), protože má vysokou kalorickou hodnotu a lze ho dlouhou dobu uchovávat.
Spolu s emigranty z Kanárských ostrovů se gofio rozšířilo i do zbytku světa, především pak do některých zemí Latinské Ameriky, kde je někdy známé i pod názvem harina tostada.

## Výroba

### Ruční
Gofio se vyrábělo ručně před zavedením mlýnů na Kanárské ostrovy. Ruční výroba začínala pražením zrn ve velké nádobě, ve které se zrna musela neustále míchat, aby se nespálila. Po upražení se zrna nechávala vychladnout v pytlích po dobu jednoho dne. Poté se mlela, za pomocí dvou velkých kamenů, nebo za pomoci kamenných nebo kovových ručních mlýnic.

### V moderním mlýně
Ve 20. století se výroba v moderních mlýnech stala nejrozšířenější. Výroba v moderním mlýně začíná očištěním zrn od všech nečistot. K tomu se používají čisticí stroje fungující na principu prosévání. Některé čisticí stroje využívají stlačený vzduch k usnadnění prosévání, zatímco jiné pracují na principu odsávání, které odstraňuje všechny částečky lehčí zrno. Zrna se poté praží ve speciálních pražičkách pří teplotě mezi 150 a 200 °C. Chlazení zrn po upražení probíhá buď ve speciálních chladících boxech s ventilací vzduchu, nebo ve speciálních zařízeních používajících Archimédův šroub. Ochlazená zrna se poté melou ve strojích fungujících na principu tření dvou kamenů.